# Eparchia di Pakrac e della Slavonia
L'eparchia di Pakrac e della Slavonia (in serbo: епархија пакрачко-славонска; in croato: pakračko-slavonska eparhija), nota anche semplicemente come eparchia di Pakrac o eparchia della Slavonia, è una diocesi della Chiesa ortodossa serba, con sede nella città di Pakrac, in Croazia.

## Storia

### Stabilimento della Chiesa ortodossa in Slavonia
Il primo insediamento di fedeli ortodossi in Slavonia risale alla seconda metà del XV secolo, quando decine di migliaia di serbi in fuga dagli ottomani si rifugiarono nei territori ungheresi. Molti giunsero al seguito del despota di Serbia Vuk Grgurević, che ricevette diversi possedimenti e castelli dal re d'Ungheria Mattia Corvino per i suoi meriti bellici.
All'inizio del XVI secolo, l'espansione ottomana raggiunse anche la Slavonia, che cadde quasi interamente in mano turca, a eccezione della sua parte più occidentale, che passò invece nei domini asburgici; le due aree divennero rispettivamente note come Bassa Slavonia e Alta Slavonia. La vita religiosa dei serbi ortodossi nella regione durante il dominio turco fu inizialmente guidata da singoli preti e, soprattutto, monaci, che erano giunti insieme ai profughi provenienti da Serbia e Bosnia. Questi fondarono le prime istituzioni ortodosse della Slavonia con l'edificazione dei monasteri di Pakra e Orahovica, nonché di quello di Dejanovac o Kruškovac, nei pressi dell'odierna Okučani.

### Eparchia di Požega

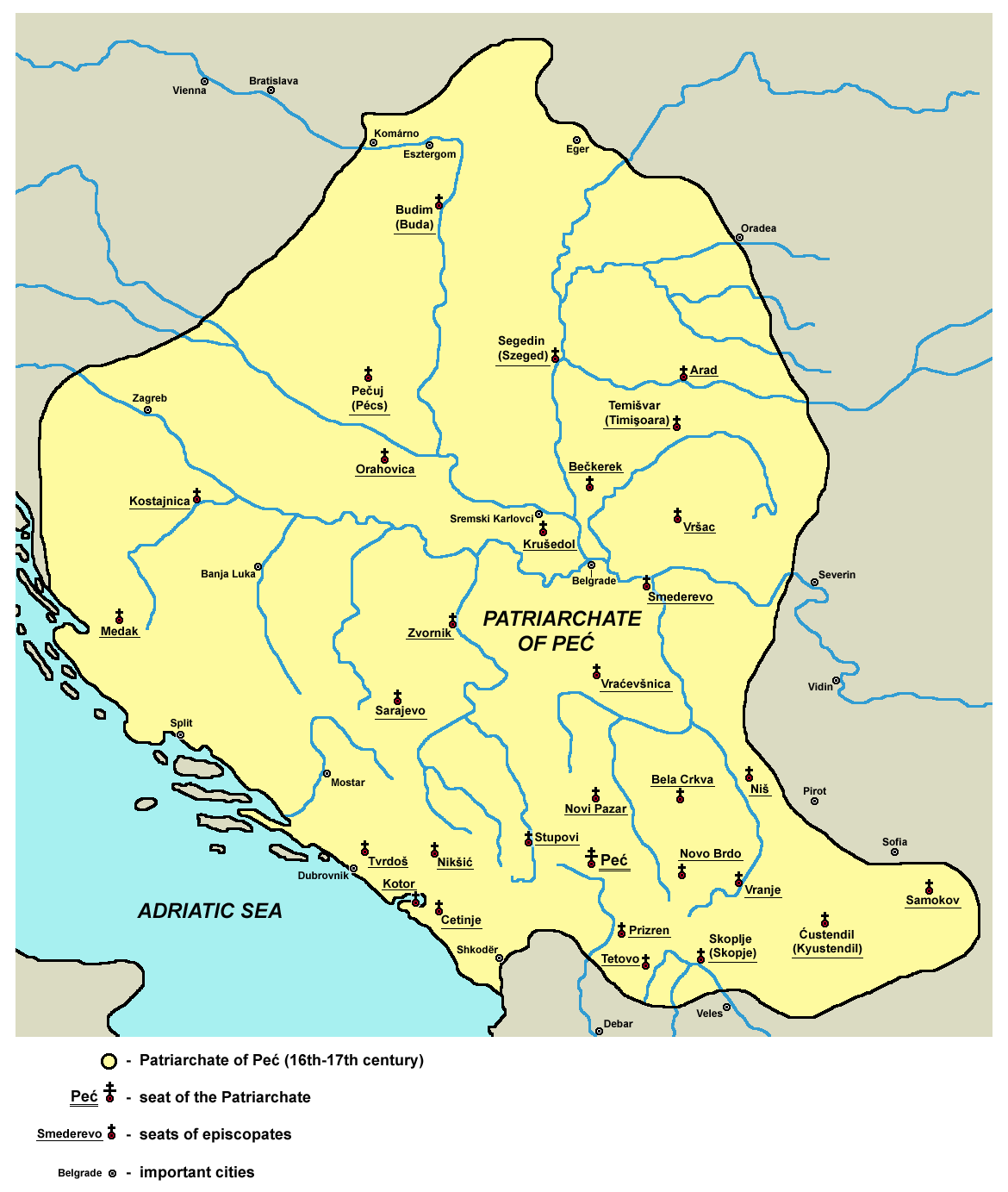
Il patriarcato di Peć nei secoli XVI e XVII

Con la restaurazione del patriarcato di Peć nel 1557, fu istituita la prima eparchia serba su suolo slavone; il suo centro era Požega (anche se la sede effettiva era probabilmente il monastero di Orahovica) e i suoi vescovi portavano il titolo di metropolita. La prima menzione dell'eparchia di Požega si trova nei manoscritti del monastero di Orahovica del 1585, dove è riportato anche il nome del vescovo di allora, Josif. A partire dal 1590, le fonti menzionano il metropolita Vasilije, che nel 1595 fuggì nella vicina Alta Slavonia asburgica e lì divenne il primo vescovo ortodosso nei territori del generalato di Varaždin. Su alcuni monumenti eretti a cavallo tra il XVI e il XVII secolo, compaiono i nomi dei metropoliti Sofronije e Grigorije. Da alcune fonti ottomane, sappiamo anche che la cattedra era occupata da un certo Stefan nel 1641. L'eparchia di Požega esistette almeno fino al 1688, anno in cui gli Asburgo occuparono la Slavonia.

### Eparchia di Pakrac
La guerra austro-turca (1683-1699) portò disordine e devastazione in Slavonia, indebolendo e scompigliando l'organizzazione della Chiesa ortodossa locale. Con la progressiva liberazione, da ovest verso est, della regione dal dominio ottomano, i vescovi uniati di Marča cercarono di portare i fedeli serbo-ortodossi locali sotto il proprio controllo. Questa conversione forzata al cattolicesimo fu fermata dall'arrivo nella regione nel 1690 del patriarca serbo Arsenije III Crnojević, che ricevette dall'imperatore Leopoldo I una serie di privilegi che garantiva l'autonomia e la libertà di culto per la Chiesa ortodossa in territorio asburgico.
Dopo il trattato di Carlowitz, tuttavia, Leopoldo ritrattò tutte le proprie concessioni; Arsenije fu allontanato dalla Slavonia e il 26 maggio 1699 l'archimandrita Petronije Ljubibratić, già vescovo uniate di Sirmia dal 31 marzo 1694, fu scelto come nuovo vescovo e insediato a Pakrac. Lì acquistò una residenza e fece costruire una piccola chiesa in legno e una cappella dedicata all'Annunciazione. Anche questo secondo tentativo di conversione forzata dei fedeli ortodossi fu però di breve durata. Quando infatti gli ungheresi guidati da Francesco II Rákóczi si ribellarono al dominio asburgico nel 1703, l'imperatore, temendo che i serbi potessero unirsi agli insorti, ristabilì immediatamente le libertà e i diritti della Chiesa ortodossa serba. Il vescovo Pertronije si riconciliò allora con Arsenije III e, prima della sua morte, scrisse una lettera nella quale affidava la sua diocesi al patriarca serbo.
Nel 1704, il patriarca acquistò da Janićije (fratello di Petronije e già designato da Leopoldo I come suo successore) per 1000 fiorini la residenza episcopale e la chiesa con tutte le loro tenute e prese personalmente in carico l'amministrazione ecclesiastica della regione, motivando questa decisione con un decreto del 1695, secondo il quale la Sirmia e la Slavonia costituivano un'arcidiocesi la cui gestione spettava direttamente al patriarca stesso. Dal 1705, Sofronije Podgoričanin agì come vescovo vicario di Arsenije fino al 1708, quando la Slavonia fu separata dall'arcidiocesi, unita ai territori della regione di Osijek e costituita eparchia a sé stante con sede a Pakrac.
Nel corso del XVIII e del XIX secolo, i vescovi di Pakrac fecero erigere una vera e propria cattedrale in sostituzione della chiesa di legno di Petronije e si dedicarono al miglioramento socio-culturale dell'eparchia, istituendo seminari, biblioteche e scuole dove la popolazione potesse imparare la lingua serba. Dovettero inoltre continuare a contrastare i tentativi di unificazione da parte della Chiesa cattolica.
Durante la seconda guerra mondiale, l'eparchia di Pakrac e i suoi fedeli divennero oggetto di persecuzione da parte dei nazionalisti croati. Decine di migliaia di serbi furono uccisi e le chiese e i monasteri ortodossi della Slavonia furono danneggiati o distrutti. Al termine del conflitto, si diede inizio al restauro e alla ricostruzione di vari edifici religiosi, tuttavia queste operazioni furono ostacolate e rallentate dal regime comunista jugoslavo.

### Eparchia della Slavonia

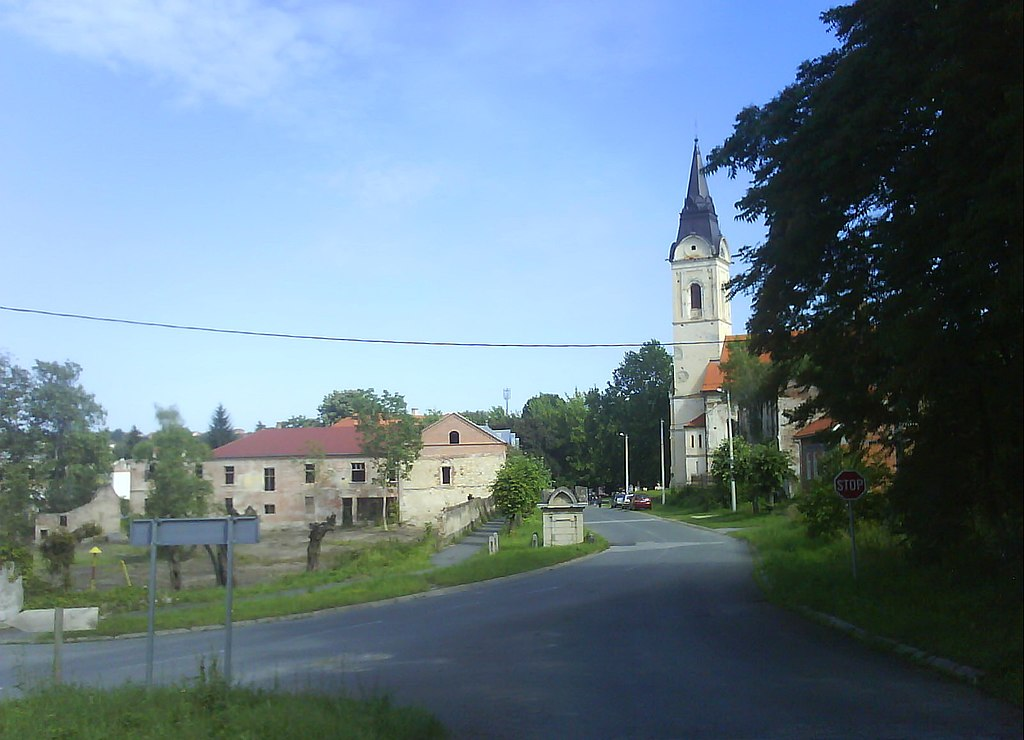
La cattedrale e il palazzo vescovile come apparivano prima dell'inizio del restauro

Dal 1959, l'eparchia ha assunto la denominazione di eparchia della Slavonia, mantenedo la sua sede a Pakrac. Nel 1990, contava 78 parrocchie, 71 distretti ecclesiastici, 45 preti e tre monasteri (Orahovica, Pakra, Sant'Anna).
Nel corso della guerra d'indipendenza croata (1991-1995), la Slavonia fu una delle regioni maggiormente coinvolte. In seguito allo scoppio della guerra, il vescovo Lukijan Pantelić, il clero ortodosso e la maggioranza dei fedeli serbi ortodossi fuggirono dalla regione. Buona parte degli edifici ecclesiastici dell'eparchia furono parzialmente o totalmente distrutti, sia come conseguenza dei combattimenti sia in seguito ad atti deliberati.
Fortunatamente, i libri e i tesori artistici custoditi a Pakrac furono messi in salvo grazie al croato Ivan Hiti, che nel gennaio 1992 fece in modo che non fossero distrutti dall'esercito croato ma trasferiti nella biblioteca dell'università di Zagabria, atto per cui nel gennaio 2013 gli è stato conferito dalla Chiesa ortodossa serba l'Ordine del Santo Imperatore Costantino.
Al termine della guerra, il vescovo e alcuni sacerdoti tornarono in Slavonia e si stabilirono a Daruvar, che divenne la sede provvisoria della diocesi. Nel 2000 la sede provvisoria è stata spostata presso il monastero di Jasenovac. Negli ultimi anni, ci sono state varie operazioni mirate a riportare la sede a Pakrac, come il reinserimento del nome della città nella denominazione dell'eparchia nel 2018 o come l'inizio dei lavori di restauro della cattedrale e del palazzo vescovile, gravemente danneggiati dall'ultimo conflitto.

## Cronotassi dei vescovi

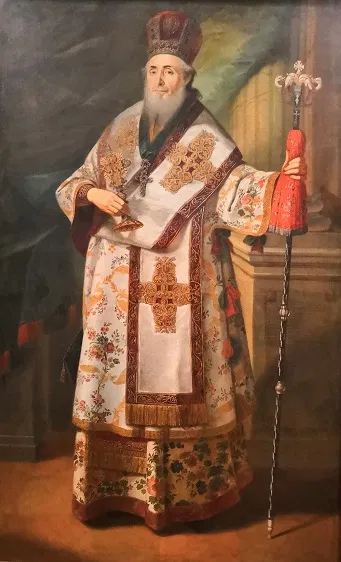
Kiril Živković

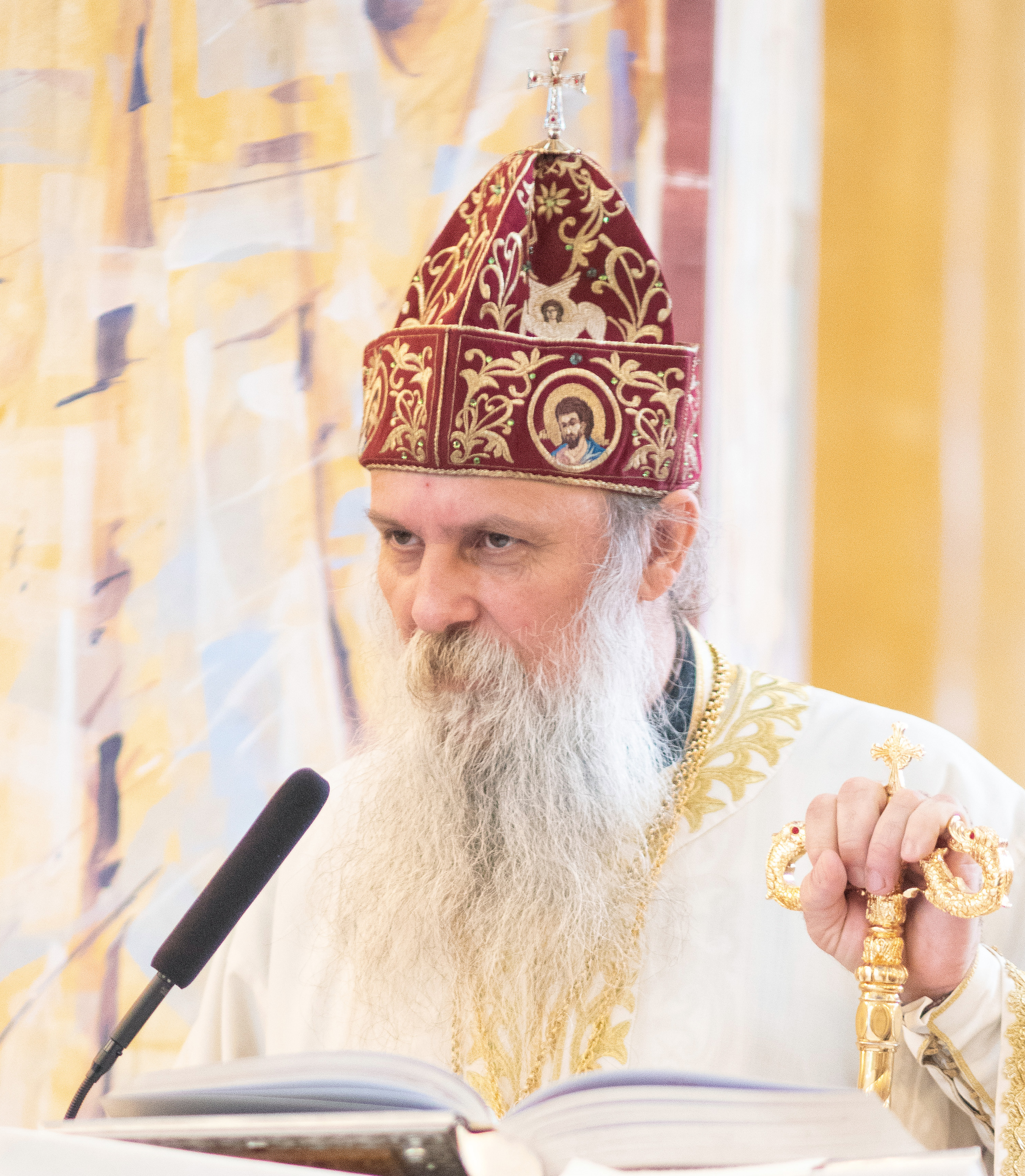
Jovan Ćulibrk, attuale vescovo

### Metropoliti di Požega
- Josif † (ca. 1585)
- Vasilije † (prima del 1590 - 1595)
- Sofronije † (menzionato nel monumento di Sopoćani)
- Grigorije † (menzionato nel monumento di Rača)
- Stefan † (ca. 1641)

### Vescovi uniati di Slavonia e Sirmia
- Petronije Ljubibratić † (26 maggio 1699 - 1703 deceduto)
- Janićije Ljubibratić † (1703 nominato da Leopoldo I, non prese mai possesso della cattedra)

### Vescovi di Pakrac
- Sofronije Podgoričanin † (1708 - 1710 nominato metropolita di Krušedol)
- Vasilije Rajić † (1710 - 1714)
- Gavrilo Popović † (1715 - 1716 deceduto)
- Atanasije Radošević (o Radosavljević) † (1717 - 1720)
- Nikifor Stefanović † (1722 - 1743 dimesso)
- Sofronije Jovanović † (23 marzo 1743 - 26 dicembre 1757 deceduto)
  - Vicentije Jovanović Vidak † (1757-1759) (amministratore)
- Arsenije Radivojević † (2 febbraio 1759 - 1769 nominato vescovo di Buda)
- Atanasije Živković † (1770 - 1781 nominato vescovo della Bačka)
- Josif Jovanović Šakabenta † (31 luglio 1781 - 1783 nominato vescovo della Bačka)
- Pavle Avakumović † (29 ottobre 1783 - 1786 nominato vescovo di Oradea)
- Kiril Živković † (20 giugno 1786 - 12 agosto 1807 deceduto)
- Josif Putnik † (12 luglio 1808 - 1828 nominato vescovo di Timișoara)
- Georgije Hranislav † (24 gennaio 1829 - 26 maggio 1839 nominato vescovo della Bačka)
- Stefan Popović † (17 settembre 1839 - 1843 nominato vescovo di Vršac)
- Stefan Kragujević † (23 aprile 1843 - 25 gennaio 1864 deceduto)
- Nikanor Grujić † (10 aprile 1864 - 20 aprile 1887 deceduto)
- Miron Nikolić † (3 maggio 1890 - 18 febbraio 1941 deceduto)
  - Damaskin Grdanički † (1945 - 1951) (amministratore)

### Vescovi della Slavonia
- Emilian Marinović † (12 giugno 1952 - 18 gennaio 1982 deceduto)
- Lukijan Pantelić (1985 - 1999 nominato vescovo di Seghedino)
- Sava Jurić (14 maggio 1999 - 19 settembre 2013 dimesso)
  - Patriarca Irinej di Serbia † (2013-2014) (amministratore)
- Jovan Ćulibrk, dal 13 settembre 2014

### Vescovi di Pakrac e della Slavonia
- Jovan Ćulibrk, dal 13 settembre 2014

## Monasteri

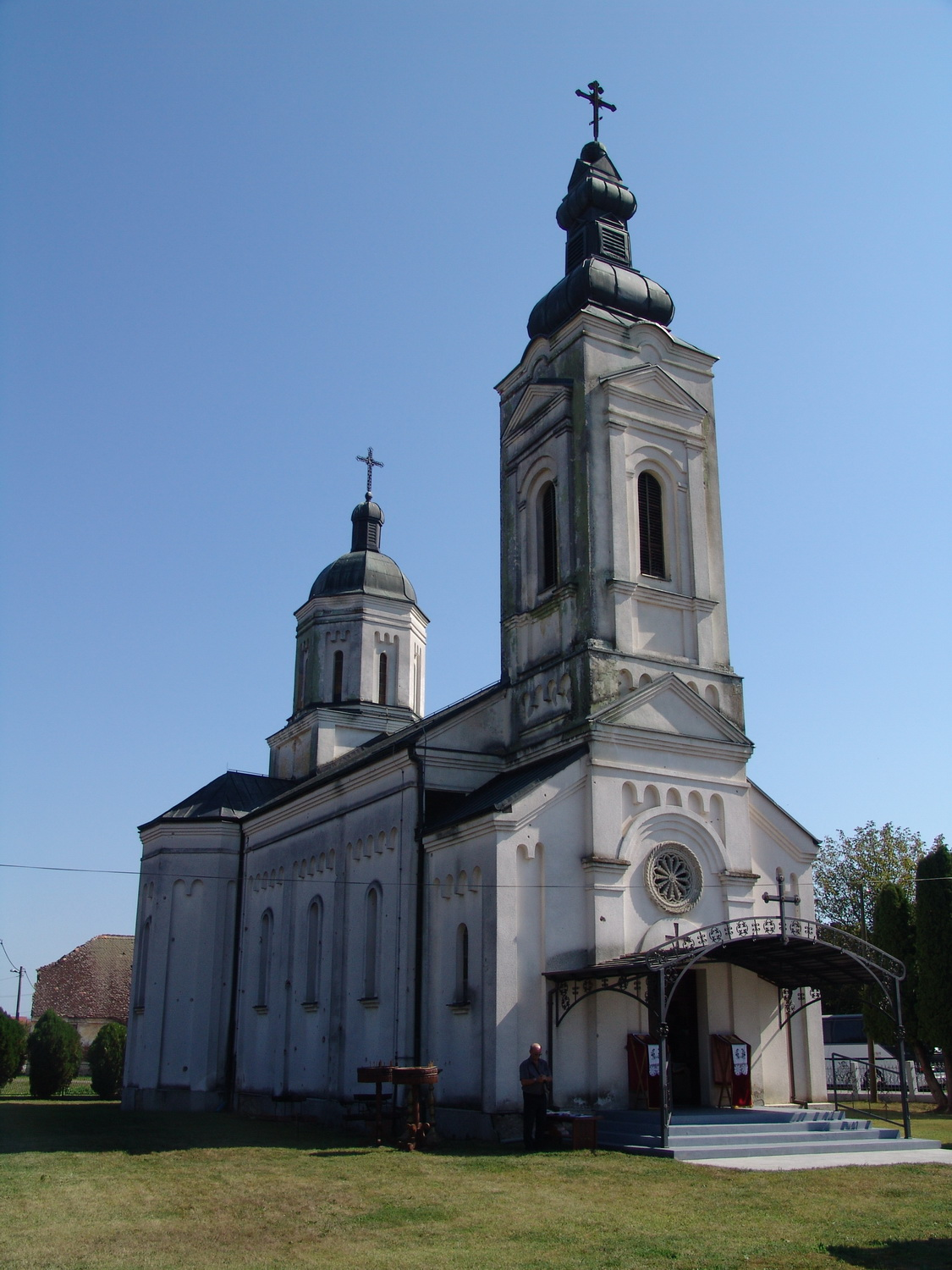
Chiesa del monastero di Jasenovac

Sul territorio dell'eparchia insistono cinque monasteri:
- monastero di Drenovac[7]
- monastero di Jasenovac
- monastero di Orahovica
- monastero di Pakra
- monastero di Sant'Anna

## Vicariati
L'eparchia di Pakrac e della Slavonia è suddivisa in tre vicariati:
- vicariato di Pakrac e Daruvar, con sede a Pakrac
- vicariato di Podravska Slatina , con sede a Slatina
- vicariato di Brod e Požega, con sede a Slavonski Brod